# Calvin Tomkins
Calvin Tomkins (* 17. Dezember 1925 in Orange, New Jersey) ist ein US-amerikanischer Schriftsteller und Kunstkritiker für das Magazin The New Yorker. Besonders bekannt wurden seine Veröffentlichungen über Marcel Duchamp.

## Leben und Wirken
Nach der Graduierung an der Berkshire School in Sheffield, Massachusetts, studierte Tomkins bis 1948 an der Princeton University. Er wurde Journalist und arbeitete von 1953 bis 1957 für Radio Free Europe und für Newsweek von 1957 bis 1961.
Tomkins’ erster Beitrag für The New Yorker erschien 1958. Im Jahr 1960 erhielt er eine feste Anstellung. Die erste Veröffentlichung im kunsthistorischen Bereich für das Magazin erschien 1962 über Jean Tinguely. In den 1960er und 1970er Jahren beschrieb er die New Yorker Kunstszene, indem er über die Entwicklung von Kunstrichtungen wie Pop Art, Land Art, Minimalismus, über Videokunst, Happenings und Installationen berichtete. Von 1980 bis 1986 war er der offizielle Kunstkritiker des Magazins und seine Beiträge erschienen nahezu wöchentlich. Ab 1986 setzte Tomkins auf freier Basis seine Arbeit für The New Yorker fort. Seine letzten Artikel erschienen 2007.
Tomkins interviewte und schrieb über die wichtigsten Künstler des 20. Jahrhunderts, wie beispielsweise über Marcel Duchamp, den er 1959 anlässlich eines Interviews für Newsweek kennengelernt hatte, über John Cage, Robert Rauschenberg, Merce Cunningham, Buckminster Fuller, Philip Johnson, Julia Child, Georgia O’Keeffe, Leo Castelli, Frank Stella, Christo und Jeanne-Claude, Damien Hirst, Richard Serra, Matthew Barney und Jasper Johns. 2013 wurde das Buch Marcel Duchamp: The Afternoon Interviews veröffentlicht.
Tomkins erste Frau war Grace Lloyd Tomkins, mit der er drei Kinder hat. In zweiter und dritter Ehe war er mit Judy Tomkins und Susan Cheever verheiratet (Tochter von John Cheever, ein Kind). Seine vierte und jetzige Ehefrau ist Dodie Kazanjian, Herausgeberin bei Vogue sowie Direktorin der Gallery Met an der Metropolitan Opera in New York.

## Veröffentlichungen (Auswahl)
- Intermission: A Novel, Viking Press, New York 1951
- The Lewis and Clark Trail. Harper & Row, New York 1965
- The World of Marcel Duchamp, Time Inc., New York 1966
- Eric Hoffer: An American Odyssey. Dutton, New York 1969
- Merchants and Masterpieces: The Story of the Metropolitan Museum of Art. Dutton, New York 1970
- Mit Judy Tomkins, The Other Hampton. Viking-Grossman, New York 1974
- The Scene: Reports on Post-Modern Art. Viking Press, New York 1976, ISBN 0-670-62035-1
- Mit Bob Adelman: Roy Lichtenstein: Mural with Blue Brushstroke. Abrams, New York 1987
- Post- to Neo-: The Art World of the 1980s. Henry Holt, New York 1988; nach veröffentlichten Artikeln im The New Yorker zwischen 1980 und 1986
- Duchamp: A Biography. Henry Holt, New York 1996
  - dt.: Marcel Duchamp. Eine Biographie. Hanser, München 1999, ISBN 3-446-20110-6
- Mit Dodie Kazanjian: Alex: The Life of Alexander Liberman. Knopf, New York 1993
- Lives of the Artists. Henry Holt, New York 2008, ISBN 0-8050-8872-5
- Marcel Duchamp: The Afternoon Interviews. Badlands Unlimited, Brooklyn 2013, ISBN 978-1-936440-39-9